# 三重県立南勢病院
三重県立南勢病院（みえけんりつなんせいびょういん）は三重県宇治山田市（現・伊勢市）にあった医療機関。

## 沿革
1874年（明治7年）より病娼治療は山田病院で行われていたが、山田病院が火災により焼失し廃院となったため、1876年（明治9年）に津検ばい所山田出張所を設置した。1911年（明治44年）には三重県立南勢病院となったが、時代の推移とともに公娼が認められなくなったため、1944年（昭和19年）に廃止される。

### 年表
- 1876年（明治9年）4月 - 山田曽祢町（現・伊勢市曽祢）に津検ばい所山田出張所が設置される。
- 1884年（明治17年）11月 - 山田岩淵町（現・伊勢市岩渕）に移転、山田ばい毒病院を設立する。
- 1898年（明治31年）4月 - 宇治山田駆ばい院と改称する。
- 1911年（明治44年）10月 - 三重県立南勢病院と改称する。
- 1937年（昭和12年）4月1日 - 三重県立洞津病院（津市）と三重県立紀北病院（北牟婁郡尾鷲町、現・尾鷲市）の廃止に伴い、洞津病院の一部と紀北病院の管轄区域を引き継ぐ[1]。
- 1939年（昭和14年）4月1日 - 三重県立洞津病院と三重県立紀北病院の再開に伴い、従来の管轄区域に戻る[2]。
- 1943年（昭和18年）4月1日 - 三重県立紀北病院の廃止に伴い、紀北病院の管轄区域を引き継ぐ[3]。
- 1944年（昭和19年）4月1日 - 三重県立南勢病院が廃止、南勢病院の管轄区域は三重県立泗水病院（四日市市）に引き継がれる[4]。